# 박상후 (가수)
박상후는 대한민국의 가수 겸 뮤지컬 배우이다.

## 생애
1997년에 혼성 음악 그룹 UP의 멤버로 데뷔했으며 일산동고등학교를 졸업했다. UP는 원래 1996년에 3인조 혼성 음악 그룹으로 데뷔했으나 2집 활동을 앞두고 있던 상황에서 강현이 탈퇴하고 박상후, 이정희가 합류하면서 4인조 혼성 음악 그룹이 되었다. UP는 1997년 여름에 노래 〈뿌요뿌요〉, 〈바다〉 등을 히트시키면서 큰 인기를 얻으며 성공하게 된다.
1999년에 UP가 해체된 이후에 경희대학교 포스트모던음악과에 입학했으나 중퇴했고 미국으로 건너간 이후에 음반 준비를 진행했다. 2014년에 싱글 음반을 발표하면서 '리온'(Re:On)이라는 이름의 솔로 가수로 복귀했다. 지금은 다시 본명으로 활동한다. 2019년에 연극 뮤지컬 시작으로 배우 활동을 시작했다.

## 음반 목록
- 2014년 R&B 싱글 《사랑은 힘들어》
- 2014년 댄스 싱글 《환상적이야》
- 2014년 발라드 싱글 《나의 마음 바람 불어》
- 2015년 댄스 싱글 《엘.오.뷔.이 (LOVE)》
- 2015년 댄스, 크리스마스 캐럴 싱글 《Re-On Christmas》
- 2017년 발라드 싱글 《나의 마음 바람 불어 Ver.2》

## 공연 목록
- 2019년 연극 행오버 《강철수》
- 2019년 뮤지컬 이순신의 바다 《진린》
- 2019년 뮤지컬 화랑의 혼 대왕문무 《윤충》
- 2020년 연극 셜록홈즈 《셜록홈즈》